# Hondenslager

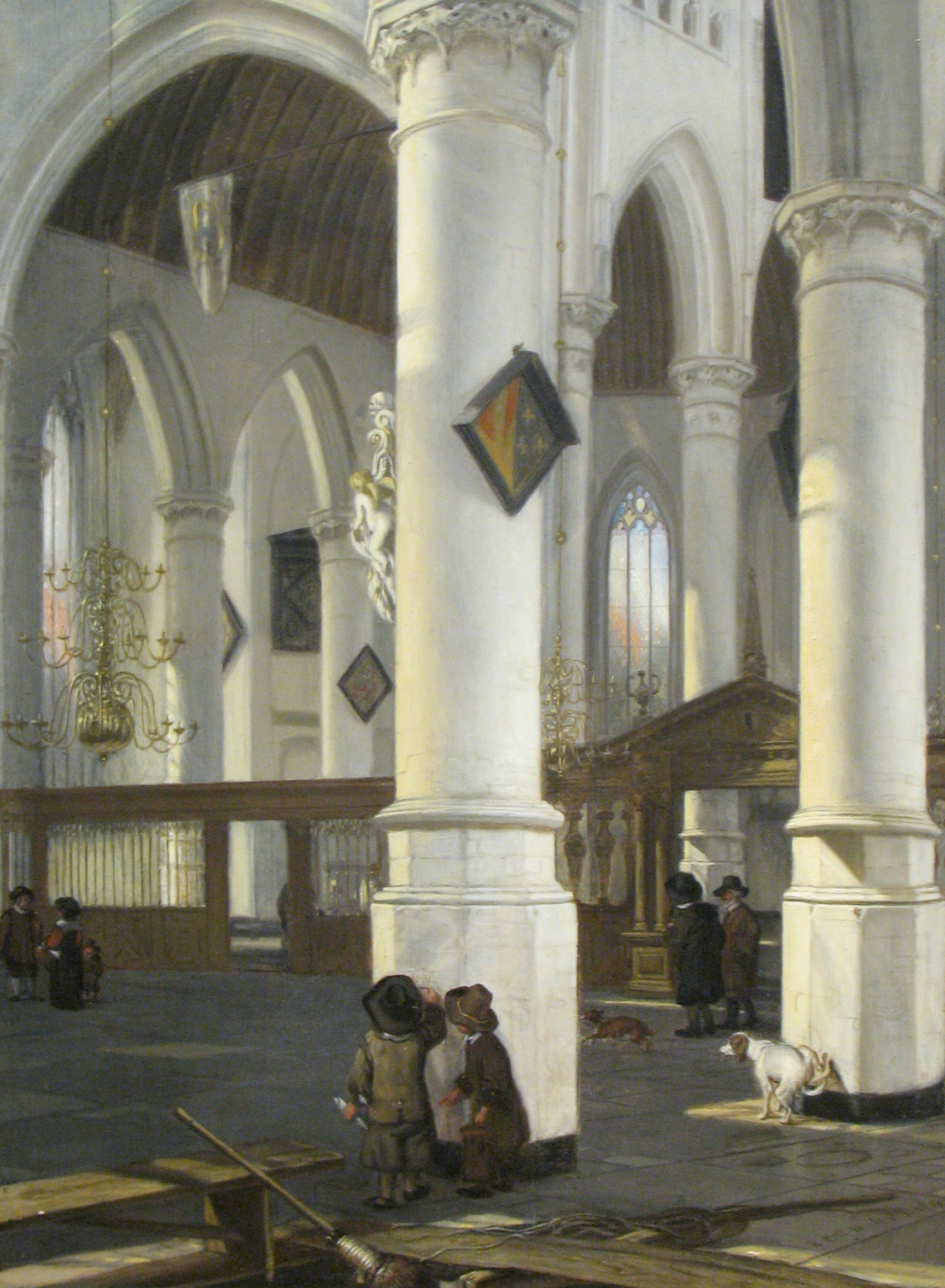
Honden in de Oude Kerk van Delft

Een hondenslager, hondenmepper of hondenvanger was vanaf de vijftiende eeuw het beroep van iemand die in dienst van het stadsbestuur op honden jaagde. De hondenslagers werden meestal per gedode hond betaald. De gedachte was dat honden overdragers van ziekten als pest, melaatsheid en hondsdolheid waren. Ook werden hondenslagers aangesteld om honden uit de kerken te verjagen, omdat ze met hun geblaf de dienst verstoorden.

## Geschiedenis
In de middeleeuwen werd een stijgbeugel of metalen band gebruikt om te bepalen of honden een stad mochten binnengaan. Als de hond niet daardoor heen paste werd die gedood of verbannen. Hier komt de uitdrukking "niet door de beugel kunnen" vandaan.
Vanaf de vijftiende eeuw werd in diverse gemeenten een hondenbelasting ingevoerd en honden moesten een penning dragen, zodat ze niet gevangen werden. Het beroep verdween tijdens de Franse tijd maar kreeg een nieuwe opleving in het midden van de negentiende eeuw onder Thorbecke.
In de Verenigde Staten bestond het beroep "dogcatcher" wat gelijk stond aan hondenslager. Dit was vroeger een verkozen functie. De sneer "couldn't be elected dogcatcher" wordt in de Amerikaanse politiek nog steeds gebruikt om kansloos geachte kandidaten mee aan te duiden.

## Bron
- De hondenslager van Nieuw Scheemda, Het verhaal van Groningen
- Vergeten Verhalen: het beroep hondenmepper, RTV Rijnmond, 8 juni 2017